# Politisches System Syriens
Das politische System Syriens war bis Dezember 2024 geprägt von einem leninistisch beeinflussten Regierungssystem sowie dem autoritären Führungsstil des alawitischen Präsidenten Baschar al-Assad und hatte Merkmale einer Diktatur.
Syrien war von der Staatsform her eine semipräsidentielle Volksrepublik und hatte ein Blockparteiensystem als Regierungsform, das von der Arabischen Sozialistischen Baath-Partei als Einheitspartei dominiert wurde. Nominell war Syrien eine Demokratische Sozialistische Republik.
Seit 1948 befindet sich Syrien im Kriegszustand mit Israel und seit 1963, also seit der gewaltsamen Machtübernahme der Baath-Partei, herrscht im Land der Ausnahmezustand. Die kleine, unorthodoxe Religionsgemeinschaft der muslimischen Alawiten ist in sämtlichen Führungspositionen (Posten in Militär, Staat und Wirtschaft) überproportional repräsentiert.
Die Nachrichtendienste Syriens sind die Abteilung für allgemeine Sicherheit und die Abteilung für politische Sicherheit (beide gehören zum Innenministerium), die Abteilung für militärische Aufklärung und der Geheimdienst der Luftwaffe, der als der mächtigste der vier Nachrichtendienste gilt. Sie berichten direkt an den Präsidenten Syriens und haben überlappende Aufgaben, so dass die Regierung unabhängig von jedem einzelnen Dienst ist. Tatsächlich konkurrieren die Dienste um Budget und Personal. Auch innerhalb jedes Dienstes berichten verschiedene Bereichsleiter, unter Umgehung ihrer direkten Vorgesetzten, direkt an den Präsidenten.

## Verfassung
1973 wurde eine neue Verfassung verabschiedet, in der die Position des Staatspräsidenten weiter aufgewertet wurde. Des Weiteren sollte die Schari’a fortan eine der Hauptgrundlagen der Gesetzgebung sein (sie wurde zuvor als einfache Quelle für die Legislative bezeichnet). Dies folgte auf den gescheiterten Versuch Assads, in Syrien eine Verfassung ohne jegliche religiöse Elemente, d. h. streng laizistisch einzuführen, was in der Bevölkerung auf großen Widerstand stieß. Im neuen Verfassungsentwurf wurde daher wieder festgelegt, dass der Staatspräsident Muslim sein muss, um die Bevölkerungsmehrheit der Sunniten zu beruhigen, denen die Alawiten, zu denen auch al-Assad gehört, zu mächtig geworden waren.
Nach der syrischen Verfassung von 1973 waren die Führungspositionen innerhalb des Staates und der Gesellschaft der Arabischen Sozialistischen Baath-Partei vorbehalten.
Die Verfassung des Landes bestimmt den Islam formal zwar nicht zur Staatsreligion, sie verlangt aber, dass der Staatspräsident Syriens Muslim sein muss.
Dieser Präsident ist offiziell mit sehr weitreichenden Vollmachten ausgestattet.
Im Februar/2012 wurde ein Entwurf zu einer neuen Verfassung zu einem Referendum vorgelegt. Die islamische Rechtswissenschaft (Alfiqh) soll zu einer Hauptquelle der Gesetzgebung werden. Der Paragraph lässt offen, welche Gesetze nun aus dem Koran und der Sunna entnommen werden. Islamistische Oppositionelle würden dies auch gerne durchsetzen wollen; was wieder die Freiheit der Bürger mit der islamischen Gesetzgebung einschränken kann und Rechte der Christen erheblich einschneiden wird. Weiterhin darf laut diesem Entwurf nur ein Muslim Präsident werden. Die Monopolstellung der Baath-Partei und der Sozialismus als Staatsform wurden aufgegeben, doch weiterhin werden dem Präsidenten weitgehende Befugnisse eingeräumt.

## Regierungssystem
| Amt                 | Person           | Antritt       |
| ------------------- | ---------------- | ------------- |
| Präsident           | Baschar al-Assad | 17. Juli 2000 |
| Ministerpräsident   | Emad Chamis      | 22. Juni 2016 |
| Parlamentspräsident | Hammouda Sabbagh | 28. Sep. 2016 |
| Außenminister       | Walid al-Muallim | 11. Feb. 2006 |

Der Staatspräsident der Arabischen Republik Syrien hat sehr weitgehende Vollmachten. Der Präsident, der alle sieben Jahre vom Volk bestätigt werden muss, ist das oberste Exekutivorgan und gleichzeitig Generalsekretär der Baath-Partei sowie Führer der Nationalen Progressiven Front (französisch Front national progressiste, Abkürzung  FNP). Nur er hat das Recht, Minister zu ernennen, den Krieg zu erklären, den Ausnahmezustand auszurufen und Gesetze anzufertigen – die vom Rat des Volkes ratifiziert werden müssen, solange der Ausnahmezustand nicht gilt. Zudem kann er Amnestie gewähren, die Verfassung abändern und Staatsbeamte sowie das Militärpersonal einberufen.
Der langjährige Präsident Hafiz al-Assad wurde fünfmal ohne Gegenkandidaten in Plebisziten in seinem Amt bestätigt. Der derzeitige Staatspräsident Baschar al-Assad, der zugleich sein Sohn ist, wurde im 17. Juli 2000 in einem Referendum – dieses Mal ebenfalls ohne Gegenkandidaten – in sein Amt gewählt. Am 27. Mai 2007 wurde er mit angeblich 97 % der Wählerstimmen erneut bestätigt. In der Wahl am 3. Juni 2014 erhielt er 88,7 % der Stimmen.
Gemeinsam mit der Nationalen Progressiven Front (FNP) entscheidet der Präsident die Angelegenheiten des Krieges sowie des Friedens und bewilligt die wirtschaftlichen Fünfjahrespläne des Staates. Die FNP agiert und dient zugleich als Forum, in welchem die Wirtschaftspolitik des Landes debattiert und die politische Orientierung des gesamten Staates festgelegt wird. Trotz dessen hat die FNP aufgrund der starken Dominanz der Baath-Partei traditionell einen nur sehr geringen Handlungsspielraum.

## Parlament und Parteien
Der syrische Rat des Volkes (Madschlis asch-Schaʿb) hat insgesamt 250 Mitglieder, die für einen Zeitraum von 4 Jahren von 15 mehrsitzigen Wahlkreisen aus gewählt werden. Der Rat des Volkes kann keine Gesetzesentwürfe einbringen, er darf die vom Präsidenten erlassenen Gesetze lediglich kritisieren und dann modifizieren.
Trotz der Blockparteien ist Syrien de facto ein Einparteienstaat, der von der Arabischen Sozialistischen Baath-Partei dominiert wird. Von den 250 Abgeordnetensitzen sind automatisch 167 für die Nationale Progressive Front (französisch Front national progressiste, Abkürzung  FNP), die im Jahr 1972 gegründet wurde, reserviert. Von diesem sind wiederum 134 automatisch Mitglieder der Baath-Partei. Anderen politischen Parteien innerhalb der FNP ist es nicht gestattet, Wahlkampagnen für die Unterstützung innerhalb der Armee oder an Hochschulen zu betreiben, da diese „ausschließlich für die Baath-Partei reserviert“ sind.
Neben der Baath-Partei spielten und spielen die Syrische Soziale Nationalistische Partei und die Syrische Kommunistische Partei traditionell eine gewisse, wenn auch der Baath-Partei untergeordnete, mehr oder weniger eigenständige Rolle. Da sie – wie auch die Arabische Sozialistische Union (ASU) und einige weitere kleine, aus der Baath-Partei oder ASU hervorgegangene Splittergruppen – als FNP-Partner legal zugelassen sind, können auch einige, innerhalb dieser Koalitionsparteien entstandene oppositionelle Plattformen und Fraktionen zumindest halblegal agieren.
Die Baath-Partei propagiert einen Sozialismus und säkularen Panarabismus. Obwohl die Baath-Partei eine eher nationale als ethnische Identität Syriens zu bilden versucht, blieben religiöse und regionale Loyalitäten sowie Clan- und Stammesstrukturen bislang bestehen.

## Rechtsprechung
Die Rechtsgrundlage der Verfassung ist laut Artikel 3 die Islamische Jurisprudenz, die im Gegensatz zu der Scharia nicht als gottgegebenes Recht gesehen wird, sondern als menschengemacht und daher veränderlich.
Das Rechtssystem in Syrien ist ein durchmischtes Amalgam von türkischen, französischen und islamischen Gesetzen, mit drei Ebenen der Gerichte: Die Gerichte der ersten Instanz, Beschwerdegerichte und das Verfassungsgericht, dem höchsten Tribunal. Als Zusatz behandeln religiöse Gerichte Fragen des persönlichen Rechts und des Familienrechts. Das anwendbare Ehe- und Familienrecht bestimmt sich in Syrien nach der Religionszugehörigkeit. Auf Moslems ist die Schari’a anwendbar. Für katholische Christen ist der codex iuris canonici maßgeblich.

## Verwaltung
Ursprünglich war Syrien – als es noch Teil des französischen Völkerbundsmandates für Syrien und den Libanon war – entsprechend den jeweiligen ethnischen und religiösen Siedlungsgebieten gegliedert. So gab es einen Staat der Alawiten (französisch État des Alaouites) im Westen und einen Staat der Drusen (französisch État du Djebel druze) im Süden. Syrien ist seit der Verwaltungsreform im Jahre 1987 in 14 Gouvernements (muḥāfaẓāt, Singular: muḥāfaẓa) unterteilt:
| 1. Damaskus 2. Rif Dimaschq 3. al-Quneitra 4. Darʿā 5. as-Suwaida 6. Homs 7. Tartus | 1. Latakia 2. Hama 3. Idlib 4. Aleppo 5. ar-Raqqa 6. Deir ez-Zor 7. al-Hasaka |  |

Der Bezirk Quneitra (Kuneitra) auf den Golanhöhen ist allerdings seit 1967 größtenteils von Israel besetzt und wird von Israel seit 1981 als Teil des Nordbezirks verwaltet. Die Region um Iskenderūn (Alexandrette), bis zur Eingliederung in die Türkei Sandschak Alexandrette genannt, gehört seit 1939 zur Türkei, wird allerdings ebenfalls von Syrien beansprucht.